# Bronisława Wierusz-Kowalska

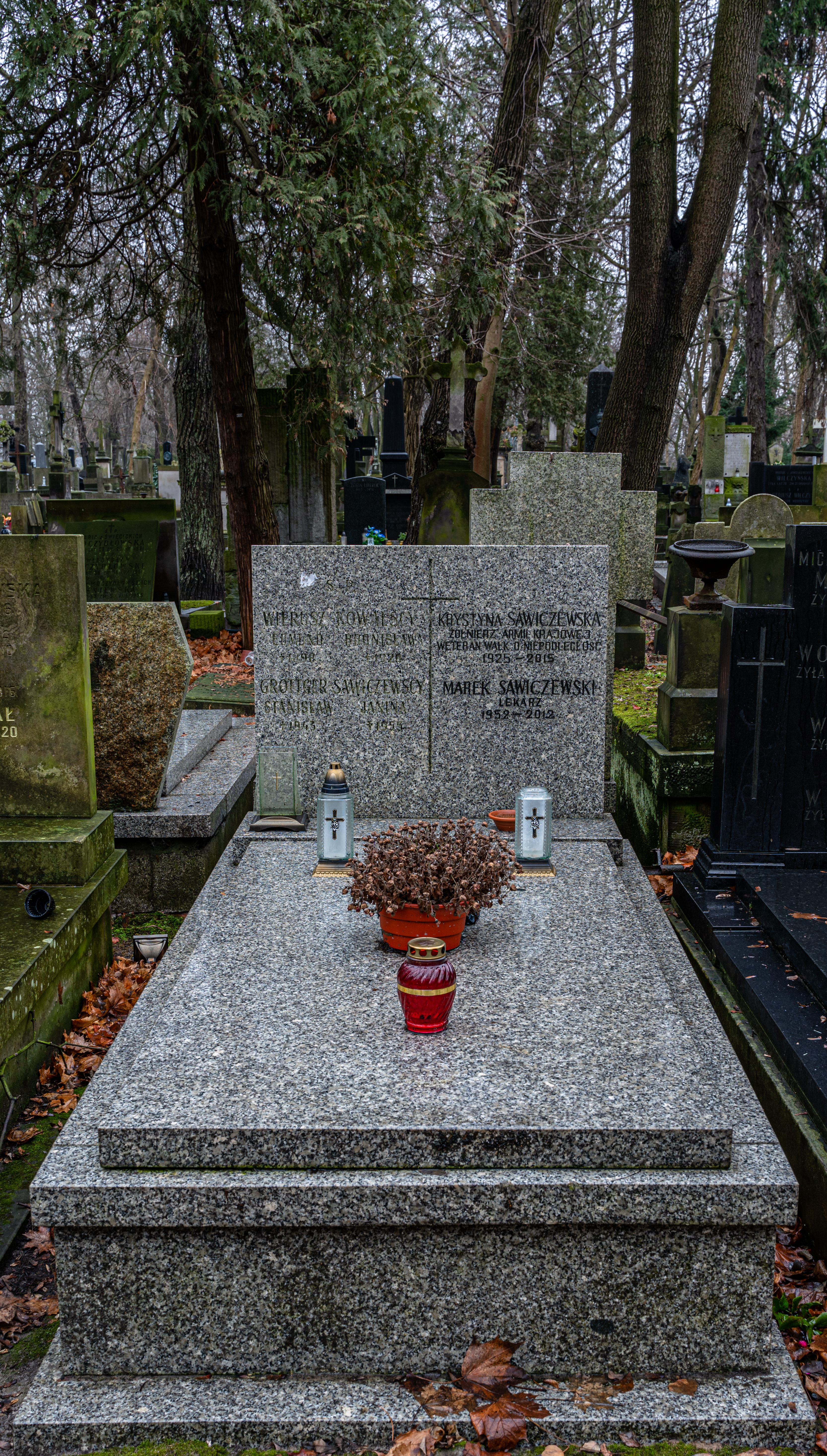
Grób Bronisławy Wierusz-Kowalskiej na cmentarzu Powązkowskim

Bronisława Wierusz-Kowalska, z domu Krajewska, podpisywała się też jako Bronisława Kowalska, Br. Wierusz, B. R. Wierusz, Br. Wierusz-Kowalska, Wierusz-Kowalska Br. (ur. w XIX w., zm. 27 marca 1920 w Warszawie) – polska pisarka i tłumaczka literatury francuskiej, skierowanej dla dzieci i młodzieży.
Autorka powieści i opowiadań przygodowych i historycznych (m.in. Na morzu: przygody młodego żeglarza, Nad Bałtykiem: kartki z podróży, Podarunek Janowej i inne powiastki, Skarb Maorysów: powieść z życia osadników w Nowej Zelandji), przekładów i streszczeń z literatury francuskiej ukazujących się w tygodniku dla dzieci i młodzieży Przyjaciel Dzieci i Tygodniku Mód i Powieści.
Przetłumaczyła trzy powieści Juliusza Verne’a: Przygody Szymona Harta (przekład ukazał się w 1896 w odcinkach w tygodniku Przyjaciel Dzieci), Nadzwyczajne przygody pana Antifera (1894–1895) i W puszczach Afryki (I wyd. w odcinkach w tygodniku Przyjaciel Dzieci w 1901, I wyd. ks. w 1907).
Tłumaczyła także prace Paula Bourgeta, Christiana Reida, Élie Bertheta i Jeanne Mairet.
Pochowana została w grobowcu rodzinnym na cmentarzu Powązkowskim (kwatera 71-4-4).